# 28 settimane dopo
28 settimane dopo (28 Weeks Later) è un film horror fantascientifico del 2007 diretto da Juan Carlos Fresnadillo, sequel di 28 giorni dopo.

## Trama
Londra, Gran Bretagna. Dopo 28 settimane di quarantena, gli infetti sono morti di fame, il virus (una versione modificata del virus della rabbia che si diffonde solo tra gli umani, in maniera molto rapida e attraverso il sangue e la saliva, trasformando i contagiati in assassini senza controllo) sembra debellato e la NATO presidia la zona di accoglienza a Isle of Dogs per i sopravvissuti e gli inglesi che si trovavano all'estero o che erano fuggiti durante l'epidemia ora iniziano a rimpatriare.
Fra i rimpatriati ci sono gli adolescenti Tammy e Andy Harris dalla Spagna che, arrivati a Londra, scoprono dal padre, Donald “Don”, diventato uno dei gestori dell’intera zona, che la loro madre, Alice, è morta durante un attacco degli infetti; è così che i due, in cerca di ricordi, escono dalla zona sicura per tornare alla loro vecchia casa e qui ritrovano Alice, ancora viva ma in stato confusionale. 
I tre vengono subito catturati dall'esercito, riportati nella zona sicura e, mentre i ragazzini vengono messi in quarantena, la donna viene esaminata dall'epidemiologa Scarlett Ross che scopre che Alice, sebbene non mostri alcun sintomo, ha il virus nel sangue e nella saliva (è quindi una portatrice sana e asintomatica). Mentre la Ross vede Alice come il mezzo per trovare una cura e debellare definitivamente la malattia, l'ufficiale Stone preferisce eliminare la minaccia ma, prima che ciò possa avvenire, Don, grazie al suo pass, raggiunge la moglie in ospedale e la bacia; è così che l’uomo viene infettato, uccide la moglie brutalmente e scappa diffondendo l'epidemia.
Dopo un primo tentativo fallito di eliminare solo gli infetti, la U.S. Air Force attua il "codice rosso", cioè sparare indiscriminatamente sulla folla e bombardare Londra al fine di sterminare qualsiasi essere vivente presente nella città. Fra coloro che tentano di sfuggire sia dagli infetti sia dall'esercito ci sono il sergente Doyle, che si è rifiutato di sparare a soggetti non contagiati, Scarlett, che vuole proteggere ad ogni costo i giovani Harris perché potrebbero aver ereditato alla potenzialità della madre e, appunto, Tammy e Andy Harris; ad aiutare Doyle c’è il suo amico elicotterista Flynn che, dopo aver sterminato alcuni infetti, gli dice di recarsi allo stadio di Wembley. 
Durante la fuga, però, Doyle viene ucciso dai soldati americani armati di lanciafiamme e Scarlet da Don che, dopo aver morso Andy, viene ucciso da Tammy; è così che solo Tammy ed Andy (che come la madre non mostra sintomi) raggiungono Flynn che li porta in elicottero in Francia. 
Parigi. 28 giorni dopo. Mentre dalla radio dell'elicottero abbandonato di Flynn si sente una voce con accento francese chiedere aiuto via radio, un gruppo di infetti emerge alla stazione della metro Trocadéro e corre verso la Senna e la Torre Eiffel, alludendo ad un'infezione anche nel continente europeo.

## Distribuzione
È uscito nelle sale britanniche e statunitensi l'11 maggio 2007, mentre in quelle italiane il 28 settembre dello stesso anno.

## Accoglienza
Il film ha incassato complessivamente 72304846 $.

## Sequel
Dopo che il finale aperto di 28 settimane dopo ha lasciato un alone di dubbio su un potenziale proseguimento della serie, dall'uscita del film si è parlato in modo più o meno ufficiale della realizzazione di un sequel che proseguisse/concludesse le vicende della storia. Nel giugno 2007, la Fox Atomic spiegò che avrebbe annunciato un seguito solo se i risultati del botteghino e delle vendite casalinghe ne avessero provato l'effettiva necessità, accompagnando magari l'uscita del terzo film a un 28 mesi dopo.
Per la regia si era fatto il nome dell'inglese Paul Andrew Williams, prima che questi smentisse di persona il suo coinvolgimento all'interno della serie. Nel 2007 Danny Boyle, regista del primo film, nel corso della promozione di Sunshine, annunciò d'essere intenzionato a realizzare un terzo film, per il quale aveva già formulato una trama. Tre anni dopo, nell'ottobre 2010, Boyle spiegò che il tanto agognato film era finalmente in preparazione, dicendosi interessato a dirigerlo caso mai i fan avessero mostrato una reale interesse, sottolineando comunque che, dati i suoi impegni per il futuro, il suo ritorno alla regia della serie non sarebbe probabilmente avvenuto entro tempi brevi.
Nel 2024 è stato annunciato il sequel con il titolo di 28 anni dopo e sarà diretto e scritto nuovamente da Danny Boyle e Alex Garland. La seconda parte del terzo capitolo, intitolata 28 Years Later Part II: The Bone Temple, sarà invece diretta dalla regista Nia DaCosta.